# Juicios de Salem

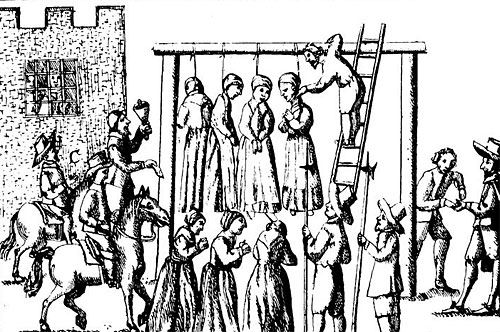
Una ilustración de mujeres sospechosas de brujería siendo ahorcadas en Inglaterra, publicada en 1655.

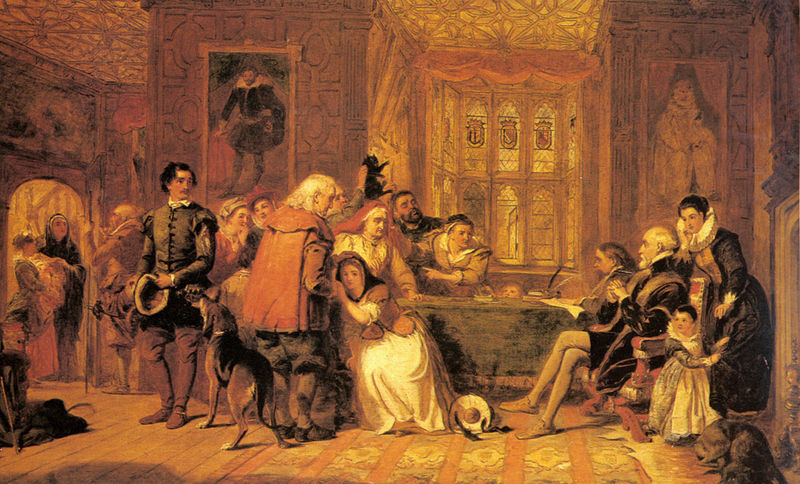
The Witch Trial, por William Powell Frith (1848).

Los juicios por brujería de Salem fueron una serie de audiencias locales, posteriormente seguidas por procesos judiciales formales, llevados a cabo por las autoridades con el objetivo de procesar y después, en caso de culpabilidad, castigar delitos de brujería en los condados de Essex, Suffolk y Middlesex en la entonces colonia inglesa de Massachusetts (hoy el Estado de Massachusetts, Estados Unidos), entre enero de 1692 y mayo de 1693. Este acontecimiento ha sido usado retóricamente en la política y la literatura popular como una advertencia real sobre los peligros del extremismo religioso, acusaciones falsas, fallos en el proceso y la intromisión gubernamental en las libertades individuales.
Se juzgó a 144 personas; 19 fueron ejecutadas y una falleció por tortura durante el proceso.

## Antecedentes
Los juicios por brujería no eran algo inusual en las Colonias Británicas. El primer caso registrado fue el de Alse Young, en Connecticut, en 1647. Espaciados por años entre 1647 y 1692, se produjeron cerca de una veintena de otros casos en Nueva Inglaterra, con el principal enfoque en Boston y Springfield; sin embargo, eran elementos aislados, a veces ocurridos cada tres o cuatro años, y con no más de dos acusados a la vez.
A pesar de ser generalmente conocidos como «los juicios de Salem», las audiencias preliminares en 1692 se llevaron a cabo en diversas ciudades de toda la provincia: la aldea de Salem, Ipswich, Andover y la ciudad de Salem. Los juicios más conocidos tuvieron lugar en esta última, realizados por un Tribunal de Oyer and terminer en 1692.
Si bien la brujería y las ejecuciones no son un elemento que se dio solamente en Salem en 1692, sino que es una constante a través de la América puritana, Salem es considerado un ejemplo por la masividad que tuvieron estos juicios, no porque fueran el único caso. Los ‘Juicios de Salem’ no ocuparon solamente a esa ciudad, sino también a Salem Village (ahora Danvers), Beverly, Springfield e Ipswick, extendiéndose tanto al Condado de Essex como a los de Berkshire y Middlesex.

## Los juicios
Los juicios comenzaron con las acusaciones de Betty Parris, hija del Reverendo Samuel Parris, y su prima, Abigail Williams. Las primeras órdenes de arresto se firmaron el 29 de febrero de 1692 y tres mujeres fueron arrestadas: Tituba, Sarah Osborne y Sarah Good. Tituba era una esclava en la casa de los Parris; Sarah Osburne era una terrateniente que se había granjeado el odio de sus vecinos a través de sus escasas demostraciones de fe ante la comunidad; y Sarah Good era una indigente que se encontraba embarazada al momento de su arresto.
Si bien Osburne (quien estaba demasiado enferma como para siquiera subir al estrado) y Good proclamaron su inocencia durante todo el proceso, el testimonio de Tituba fue suficiente como para poder condenar a las tres. De acuerdo a Marion Starkey en su libro, Tituba buscaba con su testimonio el alejar la atención del tribunal de su esposo, John Indian, a quien algunos de los pobladores de Salem acusaban como uno de los que provocaban aflicciones entre los vecinos.
Esto fue solo el principio, y pronto las acusaciones se hicieron masivas, pues algunos vecinos utilizaron el pánico para vengar sus propias rencillas personales. Así fue el caso de Martha Corey, a quien las más jóvenes de la comunidad acusaron de brujería, pues se había adherido recientemente a la iglesia y dejaba en evidencia sus problemas internos.

## Resultados
Para fines de 1693, más de ciento cincuenta personas fueron detenidas y encarceladas, solo con acusaciones. Sin embargo, no llegaron a ser formalmente procesadas por el tribunal del condado. Al menos cinco de los acusados fallecieron en prisión, y las veintiséis personas que fueron a juicio fueron condenadas ante este tribunal. Un rasgo particular de estos juicios fue que las denuncias de alucinaciones y contactos demoníacos surgieron entre un grupo de mujeres de la comunidad de Salem, pero nunca se realizaron procedimientos serios para obtener pruebas de tales prácticas, sino que casi todas las acusaciones se basaban en rumores. Los propios jueces se dejaron llevar por la histeria religiosa de la comunidad de Salem, formada mayormente por puritanos, que exigían frenéticamente condenas a las presuntas brujas.
Las cuatro partes en las que se dividió la Corte Superior de la Judicatura de 1693 se celebraron en la aldea de Salem, Ipswich, Boston y Charlestown, pero solo se produjeron tres condenas de los treinta y un juicios llevados a cabo por la Corte Superior de Judicatura. Los dos tribunales condenaron a veintinueve personas por brujería. Diecinueve de los acusados —catorce mujeres y cinco hombres— fueron ahorcados. Un hombre, Giles Corey, se negó a prestar declaración y murió aplastado en un intento de obligarlo.

## Presuntas causas de los juicios
Muchas teorías han intentado explicar por qué la comunidad de Salem explotó en ese delirio de brujas y perturbaciones demoníacas. La más difundida insiste en afirmar que los puritanos, que gobernaban la colonia de la bahía de Massachusetts prácticamente sin control real desde 1630 hasta la promulgación de la Carta Real de Massachusetts en 1692, atravesaban un período de alucinaciones masivas e histeria provocadas por fanatismo religioso. 
La mayoría de los historiadores modernos encuentran esta explicación, cuando menos, simplista. Otras teorías se apoyan en analizar hechos de maltrato de niños, adivinaciones invocando al maligno, ergotismo (intoxicación plena con pan de centeno fermentado que contiene micotoxinas procedentes del hongo Claviceps purpurea o cornezuelo del centeno que puede tener efectos similares al alucinógeno LSD), la lucha por las propiedades, el complot de la familia Putnam para destruir a la familia rival Porter, y algunas otras aluden al tema del «estrangulamiento social» de la mujer, siendo que la suma de estos factores causó el estallido de fanatismo religioso. 
Dentro de la pequeña comunidad de Salem existía una estricta conducta religiosa, en la cual cada persona vigilaba a sus vecinos y a su vez era vigilada por éstos en sus palabras y acciones, generando dudas y sospechas en caso de que su conducta no se ajustase a los parámetros religiosos puritanos. Las mujeres eran consideradas como individuos destinados a servir a sus esposos y a carecer de mayores derechos, mientras que los niños eran destinados a educarse severamente desde temprana edad en las labores de los adultos en vez de simplemente jugar. Otra preocupación fundamental de esta comunidad era evitar la «ira de Dios» y, por tanto, sujetarse estrictamente a los dictados religiosos del puritanismo para así evitar el castigo divino que se traducía en pérdida de cosechas, mal clima y muerte de ganado.
El número de acusados por brujería en estos juicios pudo fluctuar entre ciento cincuenta y doscientos, e incluso un número mucho mayor si se tienen en cuenta los apresamientos que no fueron seguidos de acusaciones formales. Los acontecimientos en los juicios tuvieron una profunda influencia en la región y pudieron contribuir al deterioro de la influencia de los puritanos en el gobierno de Nueva Inglaterra y la posterior secularización de su población.[cita requerida]

## Libros y artículos
- Aronson, Marc. Witch-Hunt: Mysteries of the Salem Witch Trials. Atheneum: New York. 2003. ISBN 1-4169-0315-1
- Boyer, Paul & Nissenbaum, Stephen. Salem Possessed: The Social Origins of Witchcraft. Harvard University Press: Cambridge, MA. 1974. ISBN 0-674-78526-6
- Boyer, Paul & Nissenbaum, Stephen, eds.. Salem-Village Witchcraft: A Documentary Record of Local Conflict in Colonial New England. Northeastern University Press: Boston, MA. 1972. ISBN 1-55553-165-2
- Breslaw, Elaine G.. Tituba, Reluctant Witch of Salem: Devilish Indians and Puritan Fantasies. NYU: New York. 1996. ISBN 0-8147-1307-6
- Brown, David C.. A Guide to the Salem Witchcraft Hysteria of 1692. David C. Brown: Washington Crossing, PA. 1984. ISBN 0-9613415-0-5
- Burns, Margo & Rosenthal, Bernard. "Examination of the Records of the Salem Witch Trials". William and Mary Quarterly, 2008, Vol. 65, n.º 3, pp. 401–422.
- Demos, John. Entertaining Satan: Witchcraft and the Culture of Early New England. New York: Oxford University Press, 1982. ISBN 0-19-517483-6
- Cooke, William H.. Justice at Salem: Reexamining the Witch Trials. Undertaker Press, Annapolis. 2009 ISBN 1-59594-322-6
- Godbeer, Richard. The Devil's Dominion: Magic and Religion in Early New England. Cambridge University Press: New York. 1992. ISBN 0-521-46670-9
- Hansen, Chadwick. Witchcraft at Salem. Brazillier: New York. 1969. ISBN 0-8076-1137-9
- Hill, Frances. A Delusion of Satan: The Full Story of the Salem Witch Trials. Doubleday: New York. 1995. ISBN 0-306-81159-6
- Hoffer, Peter Charles. "The Salem Witchcraft Trials: A Legal History". University of Kansas: Lawrence, KS. 1997. ISBN 0-7006-0859-1
- Karlsen, Carol F. The Devil in the Shape of a Woman: Witchcraft in Colonial New England. New York: Vintage, 1987. [This work provides essential background on other witchcraft accusations in 17th century New England.] ISBN 0-393-31759-5
- Lasky, Kathryn. Beyond the Burning Time. Point: New York, NY 1994 ISBN 0-590-47332-8
- Le Beau, Bryan, F. The Story of the Salem Witch Trials: `We Walked in Coulds and Could Not See Our Way`. Prentice-Hall: Upper Saddle River, NJ. 1998. ISBN 0-13-442542-1
- Mappen, Marc, ed. 'Witches & Historians: Interpretations of Salem. 2nd Edition. Keiger: Malabar, FL. 1996. ISBN 0-88275-653-2
- Miller, Arthur. The Crucible — a play which compares McCarthyism to a witch-hunt. ISBN 0-14-243733-6
- Norton, Mary Beth. In the Devil's Snare: The Salem Witchcraft Crisis of 1692. New York: Random House, 2002. ISBN 0-375-70690-9
- Reis, Elizabeth. Damned Women: Sinners and Witches in Puritan New England. Cornell University Press: Ithaca, NY. 1997. ISBN 0-8014-8611-4
- Roach, Marilynne K. The Salem Witch Trials: A Day-To-Day Chronicle of a Community Under Siege. Cooper Square Press, 2002. ISBN 1-58979-132-0
- Robbins, Rossell Hope. The Encyclopedia of Witchcraft and Demonology. Crown Publishers Inc., 1959. ISBN 0-600-01183-6
- Robinson, Enders A. The Devil Discovered: Salem Witchcraft 1692. Hippocrene: New York. 1991. ISBN 1-57766-176-1
- Robinson, Enders A. Salem Witchcraft and Hawthorne's House of the Seven Gables. Heritage Books: Bowie, MD. 1992. ISBN 1-55613-515-7
- Rosenthal, Bernard. Salem Story: Reading the Witch Trials of 1692. Cambridge University Press: New York. 1993. ISBN 0-521-55820-4
- Rosenthal, Bernard, ed., et al. Records of the Salem Witch-Hunt. Cambridge University Press: New York. 2009. ISBN 0-521-66166-8
- Sologuk, Sally. Diseases Can Bewitch Durum Millers. Milling Journal. Second quarter 2005.
- Spanos, N. P., J. Gottlieb. "Ergots and Salem village witchcraft: A critical appraisal". Science: 194. 1390-1394:1976.
- Starkey, Marion L. The Devil in Massachusetts'.' Alfred A. Knopf: 1949. ISBN 0-385-03509-8
- Trask, Richard B. `The Devil hath been raised`: A Documentary History of the Salem Village Witchcraft Outbreak of March 1692. Revised edition. Yeoman Press: Danvers, MA. 1997. ISBN 0-9638595-1-X
- Upham, Charles W. Salem Witchcraft. Reprint from the 1867 edition, in two volumes. Dover Publications: Mineola, NY. 2000. ISBN 0-486-40899-X
- Weisman, Richard. Witchcraft, Magic, and Religion in 17th-Century Massachusetts. University of Massachusetts Press: Amherst, MA. 1984. ISBN 0-87023-494-3
- Wilson, Jennifer M. Witch. Authorhouse, febrero de 2005. ISBN 1-4208-2109-1
- Wilson, Lori Lee. The Salem Witch Trials. How History Is Invented series. Lerner: Minneapolis. 1997. ISBN 0-8225-4889-5
- Woolf, Alex. Investigating History Mysteries. Heinemann Library: 2004. ISBN 0-431-16022-8
- Wright, John Hardy. Sorcery in Salem. Arcadia: Portsmouth, NH. 1999. ISBN 0-7385-0084-4

## Adaptaciones al arte
- Se hace referencia a este suceso en la serie WandaVision  y Agatha All Along para explicar la historia de Agatha Harkness (Kathryn Hahn).
- La banda Abra Vador hace referencia a los juicios de Salem en la canción "Cuentos de Salem", de su primer disco.
- "Lords of Salem", canción del artista Rob Zombie.
- La canción With Twilight As My Guide de The Mars Volta se inspira de estos sucesos.
- American Horror Story: Coven, serie de televisión estadounidense
- American Horror Story: Apocalypse, serie de televisión estadounidense
- Salem, serie de televisión
- Libros de Tiffany Lis Calligaris Witches. Se trata de una pentalogía terminada que incluye Witches: Lazos de magia, Witches: El club del Grim,  Witches: Maleficio de piedra, Witches: Ritual rojo y Witches: Noche eterna. Estos libros hacen referencia a los hechos sucedidos en los juicios de Salem.
- Yo, Tituba, la bruja negra de Salem, novela de Maryse Condé, narra los hechos desde la perspectiva de Tituba.
- Las brujas de Salem, obra de teatro del dramaturgo estadounidense Arthur Miller.
- La película La autopsia de Jane Doe relata la autopsia de una joven asesinada durante los juicios de Salem, en la que su cuerpo se mantiene intacto 323 años más tarde.
- Salem, canción del productor alemán INHUMAN (Code: Pandorum)

### En inglés
- Salem Witchcraft Trials of 1692
- A documentary archive Archivado el 20 de enero de 2008 en Wayback Machine. including original court papers on the trials, maps, interactive maps, biographies, and internal and external links to more resources.
- University of Virginia: Salem Witch Trials (includes former "Massachusetts Historical Society" link)
- Salem Witchcraft, Volumes I and II, by Charles Upham, 1867, from Project Gutenberg
- Salem Witch Trials: The World Behind the Hysteria
- SalemWitchTrials.com essays, biographies of the accused and afflicted
- The Wonders of the Invisible World. Observations as Well Historical as Theological, upon the Nature, the Number, and the Operations of the Devils (1693) by Cotton Mather (online pdf edition)
- The 19th and 20th Centuries". Destination Salem. April 12, 2006.

### En español
- Videoclip oficial de Abra Vador "Cuentos de Salem", en YouTube

- Datos: Q219698